# Aron Pálmarsson

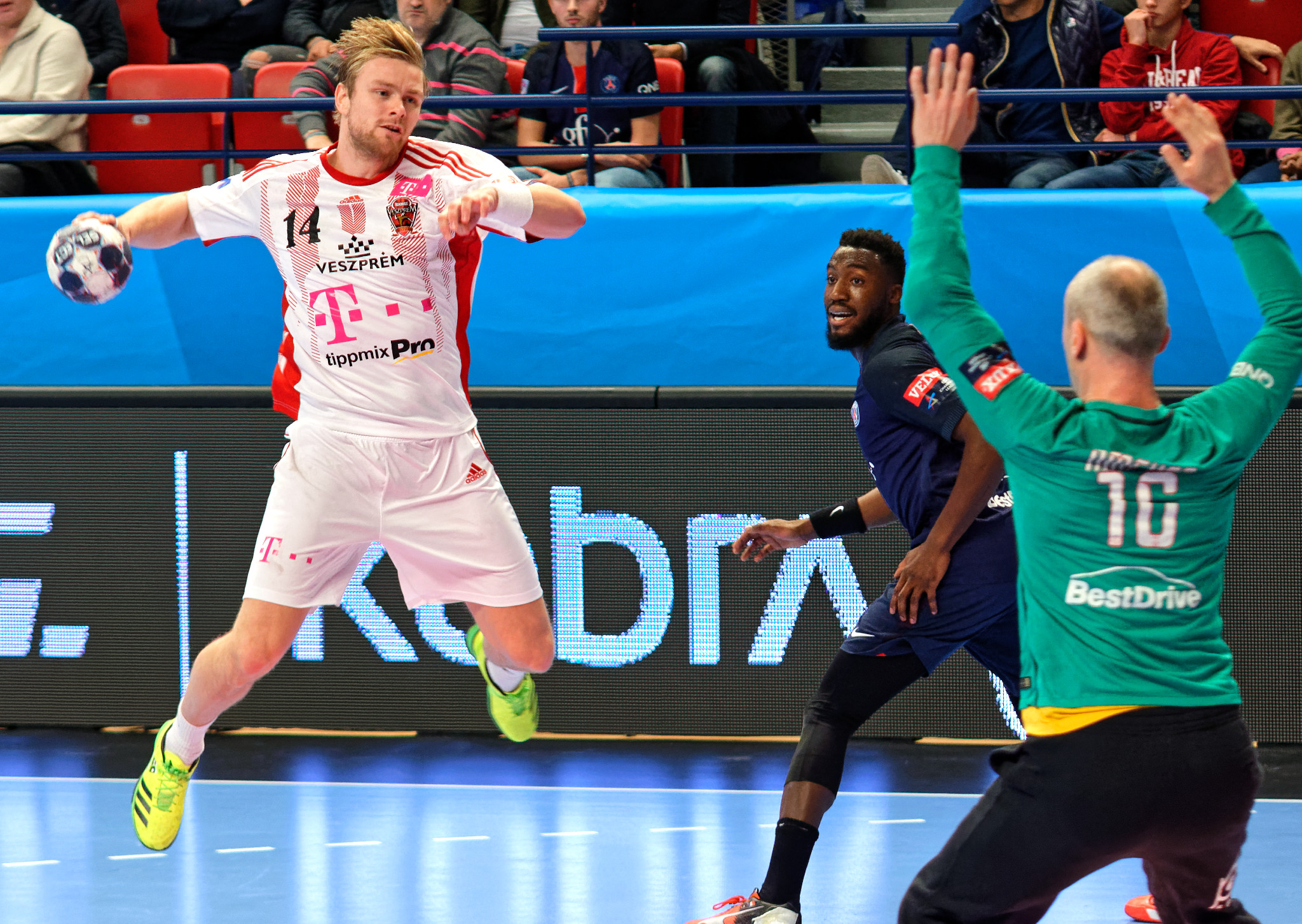
Aron Pálmarsson, sous le maillot de Veszprém en 2016, au tir face à Thierry Omeyer.

Aron Pálmarsson, né le 19 juillet 1990 à Hafnarfjörður, est un handballeur islandais retraité en 2025 évoluant aux postes de demi-centre ou d'arrière gauche durant sa carrière.

## Biographie
Après avoir commencé sa carrière au FH Hafnarfjörður, il devient rapidement un grand espoir du handball islandais. Ainsi, en juin 2008, il signe un pré-contrat pour le club allemand du TBV Lemgo mais signe finalement en décembre 2008 un contrat de quatre ans à compter de la saison 2009-2010 au THW Kiel, contrat par la suite prolongé de deux années supplémentaires.
En juin 2014, il signe un contrat pour le club hongrois du Veszprém KSE à compter de la saison 2015-2016.
Durant l'intersaison 2017, il s'engage à rejoindre le FC Barcelone au terme de son contrat avec Veszprem, en juin 2018. La veille du départ en stage de pré-saison, Pálmarsson envoie un message à Ljubomir Vranjes, son nouvel entraîneur à Veszprém KSE, pour lui indiquer qu’il retournait en Islande et ne reviendrait pas à Veszprém. Après un bras de fer de 4 mois pendant lequel Pálmarsson s’est entraîné chez lui en Islande et n’a joué aucun match avec Veszprém, un accord est finalement trouvé entre Veszprém et Barcelone avec à la clé un contrat de 4 ans, jusqu’en juin 2021.

## Palmarès

### Club
Compétitions internationales
- Ligue des champions
  - vainqueur (3) : 2010, 2012, 2021
  - Finaliste en 2014 et 2016, 2020
- Vainqueur de la Coupe du monde des clubs (2) : 2018, 2019
- vainqueur de la Ligue SEHA (2) : 2016, 2017

Compétitions nationales
- vainqueur du Championnat d'Allemagne (4) : 2010, 2012, 2013 et 2014
- vainqueur de la Coupe d'Allemagne (3) : 2011, 2012 et 2013
- vainqueur de la Supercoupe d'Allemagne (2) : 2011 et 2012
- vainqueur du Championnat de Hongrie (2) : 2016, 2017
- vainqueur de la Coupe de Hongrie (2) : 2016, 2017
- vainqueur du Championnat d'Espagne (4) : 2018, 2019, 2020, 2021
- vainqueur de la Coupe du Roi (4) : 2018, 2019, 2020, 2021
- vainqueur de la Coupe ASOBAL (4) : 2018, 2019, 2020, 2021
- vainqueur de la Supercoupe d'Espagne (4) : 2017, 2018, 2019, 2020
- Finaliste du Champion du Danemark (2) : 2022, 2023
- Vainqueur de la Coupe du Danemark (1) : 2022
  - Finaliste en 2012, 2021
- Vainqueur de la Supercoupe du Danemark (2) : 2021, 2022

### Équipe nationale
Ses résultats en compétitions internationales sont :
championnat d'Europe
- médaille de bronze au Championnat d'Europe 2010,  Autriche
- 5e place au Championnat d'Europe 2014,  Danemark
- 13e place au Championnat d'Europe 2016,  Pologne
- 6e place au Championnat d'Europe 2022
- 10e place au Championnat d'Europe 2024

championnat du monde
- 6e place au Championnat du monde 2011,  Suède
- 11e place au Championnat du monde 2015,  Qatar
- 11e place au Championnat du monde 2019

Jeux olympiques
- 5e place aux Jeux olympiques 2012 de Londres,  Grande-Bretagne

sélections de jeunes
- finaliste du championnat du monde jeunes 2009

### Distinctions personnelles
- Élu meilleur débutant (Rookie) du championnat d'Allemagne en 2009-2010
- Élu meilleur arrière gauche aux Jeux olympiques 2012 de Londres
- Élu handballeur islandais de l'année en 2011
- Élu Sportif islandais de l'année (en) (1) : 2012

## Autres
- Son père, Pálmar Sigurðsson (en), est un ancien joueur de basket-ball reconnu[6]
- Son oncle, Eiður Guðjohnsen, est un joueur de football ayant joué dans de nombreux clubs européens dont l'AS Monaco